# Glubókaye
Glybókaye o Glubókoye (bielorruso: Глыбо́кае; ruso: Глубо́кое) es una ciudad subdistrital de Bielorrusia, capital del distrito homónimo en la provincia de Vítebsk.
Se conoce la existencia de una localidad llamada "Głębokie" ya en 1414. Según un documento de 1514, en el Gran Ducado de Lituania era una hacienda de la familia Zianowicz. Adquirió estatus urbano el 15 de enero de 1940.
En 2010, tenía una población de 18 200 habitantes.
Se ubica en el oeste de la provincia, en el cruce de las carreteras P3, P45 y P110.